# Danh sách tiểu hành tinh: 27101–27200
| Tên                 | Tên đầu tiên | Ngày phát hiện       | Nơi phát hiện                      | Người phát hiện                                  |
| ------------------- | ------------ | -------------------- | ---------------------------------- | ------------------------------------------------ |
| 27101 Wenyucao      | 1998 VK7     | 10 tháng 11 năm 1998 | Socorro                            | LINEAR                                           |
| 27102 Emilychen     | 1998 VV7     | 10 tháng 11 năm 1998 | Socorro                            | LINEAR                                           |
| 27103 Sungwoncho    | 1998 VB15    | 10 tháng 11 năm 1998 | Socorro                            | LINEAR                                           |
| 27104 -             | 1998 VH18    | 10 tháng 11 năm 1998 | Socorro                            | LINEAR                                           |
| 27105 Clarkben      | 1998 VB20    | 10 tháng 11 năm 1998 | Socorro                            | LINEAR                                           |
| 27106 Jongoldman    | 1998 VV29    | 10 tháng 11 năm 1998 | Socorro                            | LINEAR                                           |
| 27107 Michelleabi   | 1998 VB30    | 10 tháng 11 năm 1998 | Socorro                            | LINEAR                                           |
| 27108 Bryanhe       | 1998 VM30    | 10 tháng 11 năm 1998 | Socorro                            | LINEAR                                           |
| 27109 -             | 1998 VV32    | 15 tháng 11 năm 1998 | Catalina                           | CSS                                              |
| 27110 -             | 1998 VX33    | 11 tháng 11 năm 1998 | Caussols                           | ODAS                                             |
| 27111               | 1998 VV34    | 12 tháng 11 năm 1998 | Kushiro                            | S. Ueda, H. Kaneda                               |
| 27112               | 1998 VC35    | 12 tháng 11 năm 1998 | Kushiro                            | S. Ueda, H. Kaneda                               |
| 27113 -             | 1998 VY54    | 14 tháng 11 năm 1998 | Socorro                            | LINEAR                                           |
| 27114 Lukasiewicz   | 1998 WG2     | 19 tháng 11 năm 1998 | Prescott                           | P. G. Comba                                      |
| 27115 -             | 1998 WG3     | 19 tháng 11 năm 1998 | Oizumi                             | T. Kobayashi                                     |
| 27116 -             | 1998 WL3     | 19 tháng 11 năm 1998 | Oizumi                             | T. Kobayashi                                     |
| 27117 -             | 1998 WQ3     | 19 tháng 11 năm 1998 | Oizumi                             | T. Kobayashi                                     |
| 27118 -             | 1998 WD8     | 25 tháng 11 năm 1998 | Oizumi                             | T. Kobayashi                                     |
| 27119 -             | 1998 WH8     | 25 tháng 11 năm 1998 | Oizumi                             | T. Kobayashi                                     |
| 27120 Isabelhawkins | 1998 WV8     | 28 tháng 11 năm 1998 | Cocoa                              | I. P. Griffin                                    |
| 27121 Joardar       | 1998 WV10    | 21 tháng 11 năm 1998 | Socorro                            | LINEAR                                           |
| 27122 -             | 1998 WY13    | 21 tháng 11 năm 1998 | Socorro                            | LINEAR                                           |
| 27123 Matthewlam    | 1998 WM14    | 21 tháng 11 năm 1998 | Socorro                            | LINEAR                                           |
| 27124 -             | 1998 WA20    | 29 tháng 11 năm 1998 | Woomera                            | F. B. Zoltowski                                  |
| 27125 Siyilee       | 1998 WZ20    | 18 tháng 11 năm 1998 | Socorro                            | LINEAR                                           |
| 27126 Bonnielei     | 1998 WG23    | 18 tháng 11 năm 1998 | Socorro                            | LINEAR                                           |
| 27127 -             | 1998 WB24    | 25 tháng 11 năm 1998 | Socorro                            | LINEAR                                           |
| 27128               | 1998 WB25    | 28 tháng 11 năm 1998 | Xinglong                           | Chương trình tiểu hành tinh Bắc Kinh Schmidt CCD |
| 27129 -             | 1998 XN1     | 7 tháng 12 năm 1998  | Caussols                           | ODAS                                             |
| 27130 Dipaola       | 1998 XA3     | 8 tháng 12 năm 1998  | San Marcello                       | A. Boattini, M. Tombelli                         |
| 27131 -             | 1998 XU3     | 9 tháng 12 năm 1998  | Oizumi                             | T. Kobayashi                                     |
| 27132 Ježek         | 1998 XJ9     | 11 tháng 12 năm 1998 | Ondřejov                           | P. Pravec, L. Šarounová                          |
| 27133 -             | 1998 XQ9     | 14 tháng 12 năm 1998 | Đài thiên văn Zvjezdarnica Višnjan | K. Korlević                                      |
| 27134 -             | 1998 XO11    | 13 tháng 12 năm 1998 | Oizumi                             | T. Kobayashi                                     |
| 27135 -             | 1998 XB12    | 15 tháng 12 năm 1998 | Socorro                            | LINEAR                                           |
| 27136 -             | 1998 XJ16    | 14 tháng 12 năm 1998 | Socorro                            | LINEAR                                           |
| 27137 -             | 1998 XP27    | 14 tháng 12 năm 1998 | Socorro                            | LINEAR                                           |
| 27138 -             | 1998 XU42    | 14 tháng 12 năm 1998 | Socorro                            | LINEAR                                           |
| 27139 -             | 1998 XX46    | 14 tháng 12 năm 1998 | Socorro                            | LINEAR                                           |
| 27140 -             | 1998 XW49    | 14 tháng 12 năm 1998 | Socorro                            | LINEAR                                           |
| 27141 Krystleleung  | 1998 XT52    | 14 tháng 12 năm 1998 | Socorro                            | LINEAR                                           |
| 27142 -             | 1998 XG61    | 13 tháng 12 năm 1998 | Kitt Peak                          | Spacewatch                                       |
| 27143 -             | 1998 XK63    | 14 tháng 12 năm 1998 | Socorro                            | LINEAR                                           |
| 27144 -             | 1998 XN74    | 14 tháng 12 năm 1998 | Socorro                            | LINEAR                                           |
| 27145 -             | 1998 XC94    | 15 tháng 12 năm 1998 | Socorro                            | LINEAR                                           |
| 27146 -             | 1998 YL1     | 16 tháng 12 năm 1998 | Socorro                            | LINEAR                                           |
| 27147 -             | 1998 YE2     | 17 tháng 12 năm 1998 | Caussols                           | ODAS                                             |
| 27148 -             | 1998 YT2     | 17 tháng 12 năm 1998 | Caussols                           | ODAS                                             |
| 27149 -             | 1998 YN3     | 17 tháng 12 năm 1998 | Oizumi                             | T. Kobayashi                                     |
| 27150 Annasante     | 1998 YQ3     | 16 tháng 12 năm 1998 | Bologna                            | Osservatorio San Vittore                         |
| 27151 -             | 1998 YT3     | 17 tháng 12 năm 1998 | Đài thiên văn Zvjezdarnica Višnjan | K. Korlević                                      |
| 27152 -             | 1998 YN5     | 21 tháng 12 năm 1998 | Oizumi                             | T. Kobayashi                                     |
| 27153 -             | 1998 YO5     | 21 tháng 12 năm 1998 | Oizumi                             | T. Kobayashi                                     |
| 27154 -             | 1998 YG7     | 22 tháng 12 năm 1998 | Oizumi                             | T. Kobayashi                                     |
| 27155 -             | 1998 YM16    | 22 tháng 12 năm 1998 | Kitt Peak                          | Spacewatch                                       |
| 27156               | 1998 YK22    | 21 tháng 12 năm 1998 | Xinglong                           | Chương trình tiểu hành tinh Bắc Kinh Schmidt CCD |
| 27157 -             | 1998 YK27    | 25 tháng 12 năm 1998 | Đài thiên văn Zvjezdarnica Višnjan | K. Korlević                                      |
| 27158 -             | 1998 YZ29    | 27 tháng 12 năm 1998 | Anderson Mesa                      | LONEOS                                           |
| 27159 -             | 1999 AA2     | 6 tháng 1 năm 1999   | Đài thiên văn Zvjezdarnica Višnjan | K. Korlević                                      |
| 27160 -             | 1999 AQ4     | 11 tháng 1 năm 1999  | Oizumi                             | T. Kobayashi                                     |
| 27161 -             | 1999 AR4     | 11 tháng 1 năm 1999  | Oizumi                             | T. Kobayashi                                     |
| 27162 -             | 1999 AM6     | 8 tháng 1 năm 1999   | Socorro                            | LINEAR                                           |
| 27163 -             | 1999 AA7     | 9 tháng 1 năm 1999   | Đài thiên văn Zvjezdarnica Višnjan | K. Korlević                                      |
| 27164 -             | 1999 AH7     | 9 tháng 1 năm 1999   | Višnjan Observatory                | K. Korlević                                      |
| 27165 -             | 1999 AM7     | 10 tháng 1 năm 1999  | Višnjan Observatory                | K. Korlević                                      |
| 27166 -             | 1999 AN20    | 12 tháng 1 năm 1999  | Woomera                            | F. B. Zoltowski                                  |
| 27167 -             | 1999 AH21    | 14 tháng 1 năm 1999  | Đài thiên văn Zvjezdarnica Višnjan | K. Korlević                                      |
| 27168 -             | 1999 AN21    | 14 tháng 1 năm 1999  | Višnjan Observatory                | K. Korlević                                      |
| 27169 -             | 1999 AS23    | 14 tháng 1 năm 1999  | Anderson Mesa                      | LONEOS                                           |
| 27170 -             | 1999 AN30    | 14 tháng 1 năm 1999  | Kitt Peak                          | Spacewatch                                       |
| 27171 -             | 1999 AD33    | 15 tháng 1 năm 1999  | Kitt Peak                          | Spacewatch                                       |
| 27172 -             | 1999 AN34    | 15 tháng 1 năm 1999  | Anderson Mesa                      | LONEOS                                           |
| 27173 -             | 1999 BM1     | 18 tháng 1 năm 1999  | Kleť                               | Kleť                                             |
| 27174 -             | 1999 BB2     | 19 tháng 1 năm 1999  | Črni Vrh                           | Črni Vrh                                         |
| 27175 -             | 1999 BS2     | 18 tháng 1 năm 1999  | Oizumi                             | T. Kobayashi                                     |
| 27176 -             | 1999 BR3     | 19 tháng 1 năm 1999  | Đài thiên văn Zvjezdarnica Višnjan | K. Korlević                                      |
| 27177 -             | 1999 BU3     | 19 tháng 1 năm 1999  | Višnjan Observatory                | K. Korlević                                      |
| 27178 -             | 1999 BT6     | 21 tháng 1 năm 1999  | Caussols                           | ODAS                                             |
| 27179 -             | 1999 BJ10    | 23 tháng 1 năm 1999  | Đài thiên văn Zvjezdarnica Višnjan | K. Korlević                                      |
| 27180 -             | 1999 CM1     | 7 tháng 2 năm 1999   | Oizumi                             | T. Kobayashi                                     |
| 27181 -             | 1999 CX1     | 7 tháng 2 năm 1999   | Oizumi                             | T. Kobayashi                                     |
| 27182 -             | 1999 CL3     | 8 tháng 2 năm 1999   | Kashihara                          | F. Uto                                           |
| 27183 -             | 1999 CF4     | 10 tháng 2 năm 1999  | Woomera                            | F. B. Zoltowski                                  |
| 27184 -             | 1999 CX4     | 8 tháng 2 năm 1999   | Monte Agliale                      | S. Donati                                        |
| 27185 -             | 1999 CH37    | 10 tháng 2 năm 1999  | Socorro                            | LINEAR                                           |
| 27186 -             | 1999 CA39    | 10 tháng 2 năm 1999  | Socorro                            | LINEAR                                           |
| 27187 -             | 1999 CQ40    | 10 tháng 2 năm 1999  | Socorro                            | LINEAR                                           |
| 27188 -             | 1999 CL46    | 10 tháng 2 năm 1999  | Socorro                            | LINEAR                                           |
| 27189 -             | 1999 CF51    | 10 tháng 2 năm 1999  | Socorro                            | LINEAR                                           |
| 27190 -             | 1999 CW51    | 10 tháng 2 năm 1999  | Socorro                            | LINEAR                                           |
| 27191 -             | 1999 CO54    | 10 tháng 2 năm 1999  | Socorro                            | LINEAR                                           |
| 27192 Selenali      | 1999 CR59    | 12 tháng 2 năm 1999  | Socorro                            | LINEAR                                           |
| 27193 -             | 1999 CD60    | 12 tháng 2 năm 1999  | Socorro                            | LINEAR                                           |
| 27194 Jonathanli    | 1999 CF60    | 12 tháng 2 năm 1999  | Socorro                            | LINEAR                                           |
| 27195 -             | 1999 CD61    | 12 tháng 2 năm 1999  | Socorro                            | LINEAR                                           |
| 27196 -             | 1999 CF64    | 12 tháng 2 năm 1999  | Socorro                            | LINEAR                                           |
| 27197 Andrewliu     | 1999 CW65    | 12 tháng 2 năm 1999  | Socorro                            | LINEAR                                           |
| 27198 -             | 1999 CR66    | 12 tháng 2 năm 1999  | Socorro                            | LINEAR                                           |
| 27199 -             | 1999 CE67    | 12 tháng 2 năm 1999  | Socorro                            | LINEAR                                           |
| 27200 -             | 1999 CV69    | 12 tháng 2 năm 1999  | Socorro                            | LINEAR                                           |